# Tony Lo Bianco
Tony Lo Bianco, właśc. Anthony LoBianco (ur. 19 października 1936 w Nowym Jorku, zm. 11 czerwca 2024 w Poolesville) – amerykański aktor i reżyser filmowy, telewizyjny i teatralny.

## Życiorys
Urodził się na nowojorskim Brooklynie jako syn gospodyni domowej i taksówkarza. Oboje jego rodzice byli włoskimi Amerykanami pierwszego pokolenia pochodzenia sycylijskiego. Uczęszczał do William E. Grady CTE High School, szkoły zawodowej na Brooklynie. Tam miał nauczyciela, który zachęcił go do spróbowania sztuk teatralnych i wtedy zaczął interesować się aktorstwem. Po maturze uczęszczał na Warsztaty Dramatyczne, gdzie studiował aktorstwo i produkcję teatralną.
Lo Bianco był bokserem Golden Gloves, a w 1963 założył Triangle Theatre, przez sześć lat był jego dyrektorem artystycznym i współpracował z Julesem Fisherem, dramaturgiem Jasonem Millerem i aktorem Royem Scheiderem. Występował na Broadwayu w sztuce Arthura Millera Incydent w Vichy (1964–1965) w roli więźnia, komedii Moliera Świętoszek (1965) w roli sierżanta i spektaklu Petera Shaffera Królewskie polowanie na słońce (1965–1966) jako Fray Marcos de Nizza.
Po raz pierwszy pojawił się na ekranie jako Allen w dramacie Seksualne niebezpieczeństwa Paulette (The Sex Perils of Paulette, 1965). Spróbował też swoich sił jako reżyser telewizyjny m.in. serialu CBS Kaz (1978-1979) z Ronem Leibmanem. W dramacie kryminalnym Miesiąc miodowy zabójcy (The Honeymoon Killers, 1969) zagrał Raymonda Fernandeza seryjnego mordercę żigolaka, który wraz z otyłą pielęgniarką zamordował około 20 kobiet. W 1983 za rolę Eddiego Carbone w przedstawieniu Arthura Millera Widok z mostu zdobył nominację do Tony Award.

## Filmografia

### Filmy fabularne
- 1968: Gwiazda! (Star!) jako Nowojorski reporter
- 1971: Francuski łącznik (The French Connection) jako Sal Boca
- 1973: Od siedmiu wzwyż (The Seven-Ups) jako Vito Lucia
- 1974: Historia Jakuba i Józefa (The Story of Jacob and Joseph, TV) jako Józef
- 1976: Bóg mi powiedział (God Told Me To) jako porucznik Peter J. Nicholas
- 1978: Bracia krwi (Bloodbrothers) jako Tommy De Coco
- 1978: F.I.S.T. jako Babe Milano
- 1979: Marciano jako Rocky Marciano
- 1979: Wołanie o pomoc (A Last Cry for Help, TV) jako dr Ben Abbot
- 1983: Dziecko innej kobiety (Another’s Woman’s Child, TV) jako Mike DeBray
- 1984: Gorący towar (City Heat) jako Leon Coll
- 1987: Morderstwa na autostradzie (Police Story: The Freeway Killings, TV) jako detektyw DiAngelo
- 1988: Dowód rzeczowy (Body of Evidence, TV) jako Evan Campbell
- 1991: Dobry glina (The Good Policeman) jako Frederick Berger
- 1991: Skok na Lufthansę (The 10 Million Dollar Getaway, TV) jako Tony ‘Ducks’ Carallo
- 1991: Miasto nadziei (City of Hope) jako Joe Rinaldi
- 1992: W cieniu mordercy (In the Shadow of a Killer, TV) jako Frederick Berger
- 1992: Próba sił (Teamster Boss: The Jackie Presser Story, TV) jako Dofman
- 1993: Punkt zapalny (Boiling Point) jako Tony Dio
- 1994: La Chance jako Warren
- 1994: Uciec jak najwyżej (The Ascent) jako Enzo
- 1995: Tyson (TV) jako Jim Jacobs
- 1995: Nixon jako Johnny Roselli
- 1996: Przysięga sprawiedliwości (Sworn to Justice) jako Briggs
- 1996: Pod presją (The Juror) jako Louie Boffano
- 1998: Mafia! (Jane Austen’s Mafia!) jako Marzoni
- 1998: Pionek (The Pawn) jako Lou
- 1997: Zimna noc (Cold Night Into Dawn) jako Nadzorca Klyn
- 1997: Po prostu cię kocham (Let Me Call You Sweetheart, TV) jako dr Charles Smith
- 1997: Kobiety mafii (Bella Mafia, TV) jako Pietro Carolla
- 2000: Twarde prawo (Down 'n Dirty) jako detektyw Dan Ward
- 2000: Przyjaciele i rodzina (Friends and Family) jako Victor Patrizzi
- 2002: Szczęśliwy dzień (Lucky Day, TV) jako detektyw Marinello
- 2005: Wyjście (Exit) jako Frank
- 2005: Pierścionek zaręczynowy (The Engagement Ring, TV) jako Nick Di Cenzo
- 2005: N.Y.-70 jako Kongresmen Fario Cardinale
- 2006: Ostatnia wola (The Last Request) jako Monte
- 2011: Zabić Irlandczyka (Kill the Irishman) jako James T. Licavoli, szef mafii w Cleveland

### Seriale TV
- 1971-73: Miłość życia (Love of Life) jako dr Joe Corelli
- 1973–76: Police Story jako Tony Calabrese / D.J. Perkins / det. srż. Tony Calabrese
- 1975: Ulice San Francisco (The Streets of San Francisco) jako Al Wozynsky
- 1976: Korzenie mafii (Alle origini della mafia) jako Nino Sciallacca
- 1977: Jezus z Nazaretu (Jesus of Nazareth) jako Kwintyliusz
- 1982: Marco Polo jako brat Nicholas
- 1985: Strefa mroku (The Twilight Zone) jako Paul Marano
- 1988: Rzymianka (La Romana) jako Astarita
- 1989: Zawód policjant (True Blue) jako Doc
- 1991: Napisała: Morderstwo (Murder, She Wrote) jako Phil Mannix
- 1991: Palace Guard jako Arturo Taft
- 1992: Prawo i bezprawie (Law & Order: Trial by Jury) jako Marc Menaker
- 1994: Córka maharadży (The Maharaja’s Daughter) jako Vito Capece
- 1994: Napisała: Morderstwo (Murder, She Wrote) jako Paul Avoncino
- 1995: Wydział zabójstw Baltimore (Homicide: Life on the Street) jako detektyw Mitch Drummond
- 1997: Prawo i bezprawie (Law & Order: Trial by Jury) jako Sal DiMarco
- 1997: F/X (F/X: The Series) jako Martin Thorne
- 2001: Strażnik Teksasu (Walker, Texas Ranger) jako Tony Ferrelli
- 2002: Prawo i bezprawie (Law & Order: Trial by Jury) jako detektyw Mike Foster